# 水蛇座BN
水蛇座BN，又名CP-79 91，HD 20313、SAO 255962、HR 981，是水蛇座的一颗恒星，视星等为5.57，位于銀經295.34，銀緯-36.05，其B1900.0坐标为赤經3h 10m 56.1s，赤緯-79° -36.05′ 8″。